# Cephalanthus angustifolius
Cephalanthus angustifolius är en måreväxtart som beskrevs av João de Loureiro. Cephalanthus angustifolius ingår i släktet Cephalanthus och familjen måreväxter. Inga underarter finns listade i Catalogue of Life.